# Салугино
Салу́гино (чув. Йерхкасси) — деревня Ядринского района Чувашии.

## География
Деревня расположена на левом берегу реки Хоршеваш примерно в 23 км к юго-востоку от Ядрина и в 65 км к юго-западу от Чебоксар.

### Климат
Климат умеренно континентальный с продолжительной холодной зимой и тёплым летом.

## Население
| 2010 | 2012 |
| ---- | ---- |
| 124  | ↗164 |

## Связь и телекоммуникации
- Связь: ОАО «Волгателеком», Билайн, МТС, Мегафон. Развит интернет ADSL технологии.
- Телевидение: Население использует эфирное и спутниковое телевидение. Эфирное телевидение позволяет принимать национальный канал на чувашском и русском языках.

## Уроженцы Салугино
- Краснов, Георгий Васильевич (писатель) — заслуженный работник культуры Чувашской Республики, народный писатель ЧАССР.